# کنت اس. وری
کنت اس. وری (به انگلیسی: Kenneth Spicer Wherry) سناتور سابق عضو حزب جمهوری‌خواه ایالات متحده آمریکا بود. وی در سال ۱۹۴۳ تا ۱۹۵۱ میلادی سناتور ایالت نبراسکا در سنای ایالات متحده آمریکا بود.